# NGC 6287
NGC 6287 (również GCL 54 lub ESO 518-SC10) – gromada kulista znajdująca się w gwiazdozbiorze Wężownika. Odkrył ją William Herschel 21 maja 1784 roku. Jest położona w odległości ok. 30,7 tys. lat świetlnych od Słońca oraz 6850 lat świetlnych od centrum Galaktyki.